# Жизнь и необычайные приключения солдата Ивана Чонкина
«Жизнь и необыча́йные приключе́ния солда́та Ива́на Чо́нкина» — роман-анекдот Владимира Войновича.
Первая, и самая известная книга трилогии (позже получившая название «Лицо неприкосновенное»), написана в 1963—1969 годах. Впоследствии авторский замысел развился во вторую («Претендент на престол», 1979) и третью («Перемещённое лицо», 2007) книги о Чонкине.

## Сюжет

### Книга первая. «Лицо неприкосновенное»
Действие первой части романа происходит в 1941 году в СССР, перед началом и в первые месяцы Великой Отечественной войны. В небольшой деревушке Красное совершает вынужденную посадку военный самолёт У-2. Командование не имеет возможности отбуксировать самолёт и решает выставить возле него часового. В воинской части неподалёку от Красного проходит службу рядовой Иван Чонкин. Неказистый и простодушный солдат, с внешностью, далёкой от внешности образцового воина, отбывает воинскую обязанность в хозяйственном подразделении полка, служа возчиком-ездовым на лошади. Именно его командование отряжает на пост возле самолёта в деревне. Чонкин попадает в деревню и через некоторое время начинает сожительствовать с почтальонкой Нюрой. Вскоре он переносит пост часового в избу к Нюре. Начинается война, и о Чонкине с самолётом забывают. Корова Нюры съедает экспериментальные посадки «гибрида помидора и картофеля» местного самодеятельного селекционера Гладышева, убеждённого последователя Т. Д. Лысенко. Мстительный колхозник пишет на Чонкина донос в районное отделение НКВД. Местные чекисты оперативно реагируют на сигнал, но взять дезертира под стражу оказывается непросто: Чонкин и Нюра успешно обороняют своё маленькое хозяйство. В итоге для задержания «банды Чонкина» мобилизуется целый полк Красной Армии. Чонкин легко ранен в результате прямого попадания снаряда в отдельно стоящий сортир Нюры. Генерал, удивлённый тем, что полк сражался с одним рядовым и девушкой, награждает его орденом Боевого Красного Знамени, снятым со своего кителя. Впрочем, увидев вскоре приказ об аресте Чонкина, отменяет своё решение о награде. Чекисты увозят Чонкина из деревни.

### Книга вторая. «Претендент на престол»
Сотрудники НКВД раздувают следственное дело Чонкина до немыслимых размеров: после сообщения о том, что в районе действует немецкий шпион Курт, объявляют, что Курт пойман и что это арестованный лейтенант Филиппов, действовавший заодно с Чонкиным; узнав о старой деревенской кличке Чонкина («Князь»), его объявляют князем Голицыным, претендующим на российский престол. Тем временем, секретаря райкома Ревкина арестовывают в результате интриг; он даёт признательные показания и говорит, что тоже был сообщником Чонкина. Дело Чонкина доводят до ведома всё более высоких начальников, включая Берию и Сталина; в материалах дела Чонкина именуют Белочонкиным, Чонкиным-Голициным, Голицыным-Чонкиным и, наконец, просто князем Голицыным.
Одновременно с этим настоящий Курт передаёт немецкому начальству информацию про Чонкина. На совещании у Гитлера адмирал Канарис отрицает, что князь Голицын — его агент, но Гитлер приказывает генералу Гудериану повернуть идущие на Москву войска и освободить борца с большевизмом. В результате этого приказа малочисленные защитники Москвы под командованием генерала Дрынова видят, как немецкие танки внезапно отступают. Случившееся интерпретируют как героическую победу генерала. По приказу Сталина Дрынова производят в генерал-лейтенанты, представляют к званию Героя Советского Союза и доставляют к Сталину для беседы. В разговоре Дрынов упоминает Чонкина, который в одиночку сражался против целого полка.
Сталин отдаёт два приказа — доставить в Москву героя Чонкина для получения награды и расстрелять немецкого шпиона князя Голицына. Пока оба приказа пытаются исполнить, в город входят немецкие войска. Сержант Свинцов отпускает Чонкина. Тот пробирается в деревню, видит приказы оккупационной администрации (Гладышев стоит впереди всех и громко одобряет приказы о сдаче излишков продовольствия немецким войскам) и покидает деревню.

### Книга третья. «Перемещённое лицо»
После повышения в звании и награждения генерала Дрынова с ним беседует журналист Александр Криницкий, автор статьи о 28 панфиловцах. Генерал рассказывает Криницкому о подвиге Чонкина. Криницкий, напившись и потеряв блокнот с записью рассказа, восстанавливает детали подвига по памяти, сочиняя недостающие детали, и пишет очерк о Чонкине. Долговский район освобождают от немцев партизаны под командованием Аглаи Ревкиной. Нюра, вернувшаяся на почту, читает очерк о подвиге Чонкина и пишет ему письмо. Поскольку письмо было адресовано в Энскую часть, ответ не приходит. После этого Нюра сама сочиняет ответные письма от имени Ивана и зачитывает их односельчанам. В этих письмах сообщается о боях, ранах и наградах Чонкина. После войны, не дождавшись его, Нюра сочиняет похоронку на Ивана за подписью командира Энской части и заказывает у фотографа отретушированный совместный с Ваней фотопортрет. Как известно по предыдущим частям романа, Нюра была беременна от Чонкина, но в результате несчастного случая она теряет ребёнка, однако к ней возвращается её отец, бросивший Нюру в детстве (впрочем, вскоре тот умирает).
Чонкин и Свинцов проводят несколько месяцев в лесу и встречают настоящего князя Голицына. В конце концов Чонкин попадает в партизанский отряд Аглаи Ревкиной, ну а та соблазнила Чонкина и вступила с ним в половую связь. В 1945 году Иван встречает в Берлине Лёшку Жарова, односельчанина Нюры, и узнаёт от него, что Нюра переписывается с неким офицером (на самом деле речь идёт о написанных самой Нюрой письмах якобы от Чонкина). Чонкин и Жаров попадают на гауптвахту за самовольную отлучку из воинской части.
Иван мог бы отбыть несколько суток на гауптвахте и вернуться в часть, но в силу неудачных обстоятельств (донос на Чонкина из-за якобы сомнительных высказываний последнего о Сталине, совпавший по времени с выходом приказа об усилении дисциплины в войсках) его отправляют на показательный процесс, а во время подготовки суда находят документы о приговоре 1941 года. Дело отправляют Берии.
Тем временем, Берия планирует заговор: поменять местами Сталина и актёра Георгия Меловани, который играет Сталина в фильмах. Сталин, узнав от Берии о новом деле Чонкина-Голицына, требует доставить арестованного к себе на следующий день, но лётчик Опаликов, которому поручено доставить Чонкина, совершает побег в американскую зону. Берия отдаёт приказ ликвидировать Опаликова и доставить в СССР Чонкина. Опаликов рассказывает на пресс-конференции о тайне, которую открыл его дядя, географ Григорий Гром-Гримэйло: оказывается, Сталин является сыном путешественника Пржевальского и лошади Пржевальского. Едва сказав это, Опаликов умирает от яда, доставленного сотрудниками НКВД. После провала нескольких попыток доставить Чонкина на родину Берия выполняет задуманный ранее план, меняя местами Сталина и Меловани. Чонкин попадает в лагерь для перемещённых лиц, где американский фермер Калюжный, брат бывшего сокамерника Чонкина, находит его и забирает в США для работы на ферме.
Чонкин осваивается в Америке. В 1953 году лже-Сталин, пресытившись властью, предлагает лже-Меловани снова поменяться ролями, но получает отказ: настоящий Сталин, оказавшись на месте Меловани, почувствовал себя гораздо свободнее без постоянных подозрений и мании преследования. После этого лже-Сталин умирает. Истинный Сталин тяжело воспринимает поведение вчерашних соратников после его мнимой смерти, сокращение спектаклей о Сталине и двадцатый съезд КПСС с разоблачением культа личности. Сталин всё больше злоупотребляет алкоголем и умирает в конце 1956 года.
В шестидесятых годах Калюжному диагностируют рак. Он успел привязаться к Чонкину (по его словам, даже поначалу надумал его усыновить) и попросил, чтобы тот после смерти Калюжного женился на его вдове Барбаре. Чонкин счастливо живёт с Барбарой 12 лет, до её смерти. Всё имущество Калюжных переходит Чонкину, и тот продаёт много зерна, в том числе в СССР. В 1989 году Чонкин посещает СССР в составе американской делегации, которую принимает в Кремле Горбачёв. Во время одной из рабочих поездок делегации Чонкин замечает, что поезд, которым они ехали, проезжает через Долгов, и решает заглянуть в Нюрину деревню. Пока Нюра была в городе, Чонкин, зайдя в её дом, видит отретушированную фотографию, где изображены он сам и Нюра, но принимает своё изображение за фотографию лётчика, о котором ему рассказывал Жаров. Увидев фотографию и письма от лётчика (на самом деле — те, которые были написаны Нюрой от имени Чонкина), Иван испытывает чувство ревности и покидает дом, но выйдя, встречает Нюру. Нюра рассказывает ему о судьбе общих знакомых, а Ваня приглашает её в Америку погостить. Нюра ездит к Чонкину каждый год.

## Персонажи романа

#### Люди
- Иван Васильевич Чонкин — солдат РККА, рядовой батальона аэродромного обслуживания.
- Опаликов — подполковник, командир полка, где служит Чонкин.
- Пахомов — подполковник, командир батальона, где служит Чонкин.
- Ярцев — старший политрук воинской части, где служит Чонкин.
- Песков — старшина, ротный командир Чонкина, «упитанный розовощекий блондин».
- Самушкин — рядовой, однополчанин и заклятый враг Чонкина.
- Нюра Беляшова — почтальон, колхозница, сожительница Чонкина.
- Иван Тимофеевич Голубев — председатель колхоза «Красный колос», горький пьяница. В третьей книге романа умер в тюрьме.
- Килин — парторг колхоза «Красный колос».
- Волков — счетовод колхоза «Красный колос», однорукий.
- Кузьма Матвеевич Гладышев — колхозный кладовщик и самодеятельный селекционер. Прототипом Гладышева мог стать мичуринец Николай Бруснецов, который в 1930-е годы создал гибрид картофеля и томата; гибрид демонстрировался на ВДНХ[2].
- Федька Решетов («Плечевой») — сосед Нюры, «рыжий мордатый верзила».
- Лёша Жаров — колхозный пастух, бывший заключённый.
- Афродита (Ефросинья) — жена Гладышева, «грязная баба».
- Геракл — сын К. М. Гладышева и его жены Афродиты.
- Люшка Мякишева — уроженка деревни Красное, знатная доярка-передовица.
- Баба Дуня — сельская самогонщица.
- Афанасий Петрович Миляга — капитан НКВД, глава районного отделения НКВД.
- Филиппов — лейтенант НКВД, подчинённый капитана Миляги.
- Клим Свинцов — сержант НКВД, подчинённый капитана Миляги.
- Капа — секретарша и сожительница капитана Миляги, она же — агент Курт.
- Моисей Соломонович Сталин — старый еврей, сапожник.
- Дрынов — генерал, командир дивизии.
- Лапшин — полковник, подчиненный генерала Дрынова.
- Букашев — младший лейтенант, адъютант полковника Лапшина.
- Сергей Никанорович Борисов — второй секретарь Долговского райкома партии.
- Андрей Ревкин — первый секретарь Долговского райкома партии.
- Серафим Бутылко — поэт, сотрудник районной газеты «Большевистские темпы».

#### Животные
- Осоавиахим — мерин, «подопечный» Гладышева.
- Красавка — корова Нюры Беляшовой.
- Борька — кабан Нюры Беляшовой.

## Проблематика
Главный герой романа представляет собой сочетание Иванушки-дурачка — носителя народной нравственности и здравого смысла, и бравого солдата Швейка Ярослава Гашека. Конфликт, который возник вокруг публикации романа, главным образом проистекал из парадоксальной природы произведения. Маленький нелепый человек, рядовой солдат большой войны оказывается в центре событий, которые никак не соответствуют масштабам его личности.
…сказка, вообще фольклор, сразу приходит в голову при размышлении об образе Чонкина, […]. Вероятно, в этом залог его успеха и долгой читательской жизни. Чонкин опирается на народный архетип. А это среди прочего значит, что и его, Чонкина, можно интерпретировать, видоизменять, использовать, как того же Иванушку Дурачка или Емелю. 
Пётр Вайль
Работая над романом, автор во многом опирался на фольклор и мифы, которые возникали вокруг армии и войны. Так описывает автор своего героя:
Чонкин не идиот, он обыкновенный простодушный человек, хотя немножко смахивает и на Швейка, и на Василия Тёркина, и на сказочного русского солдата, который в огне не горит и в воде не тонет, и на Тиля Уленшпигеля. Я его не задумывал, как идиота. Просто он оказывался в идиотских ситуациях, в которых нормальный человек вполне может стать идиотом. А это наши, обычные советские ситуации.
Владимир Войнович
В конце 1980-х годов, с началом эпохи перестройки, горячая дискуссия вокруг романа не угасала. Автора обвиняли в издевательстве над идеалами, очернении облика советского солдата, который выиграл войну. В 2002 году Екатеринбургская епархия резко выступила против гастрольного показа спектакля «Иван Чонкин» в постановке Алексея Кирющенко, считая образ Чонкина оскорблением самого понятия армии и истории.

## История создания и публикация
Замысел романа появился у Владимира Войновича ещё в 1958 году с небольшого рассказа «Вдова полковника». Постепенно обдумывая роль главного персонажа, писатель начинает работу над романом. Первая часть книги («Лицо неприкосновенное») была закончена в 1970 году. Официально напечатать роман, представляющий собой откровенный вызов системе, было невозможно.
Роман выходит в «самиздате» и подпольно перепечатывается и распространяется в СССР. В 1960-х годах Владимир Войнович вошёл в литературную и политическую оппозицию с властями.
Выпуск в 1975 году первой части «Жизни и необычайных приключений солдата Ивана Чонкина» отдельной публикацией на Западе (издательство YMCA-Press) стал окончательным приговором для карьеры Войновича — как члена Союза писателей СССР.
В 1979 году опубликована вторая часть романа: «Претендент на престол, или Дальнейшие приключения солдата Ивана Чонкина».
21 декабря 1980 года Войнович был выслан из СССР.
Советские читатели познакомились с первой частью романа лишь в эпоху Перестройки: в СССР впервые отрывки из романа были напечатаны в журнале «Огонёк» (1988 г., № 50, с. 26—30), а публикация сокращённой версии была осуществлена в журнале «Юность» (1988, № 12; 1989, № 1, 2).
Реакцией на журнальную публикацию романа стало открытое письмо редакторам журналов «Юность» А. Дементьеву и «Огонёк» В. Коротичу, написанное 25 февраля 1989 года членами клуба «Золотая Звезда» при Доме офицеров Одесского военного округа. Письмо, озаглавленное «Кощунство», от имени собрания клуба «Золотая Звезда», объединявшего на тот момент 72 Героя Советского Союза и 16 полных кавалеров ордена Славы, подписали:
— Председатель совета клуба «Золотая Звезда» Герой Советского Союза, полковник В. А. Завертяев;
Члены совета клуба:
— Дважды Герой Советского Союза, генерал-лейтенант В. А. Алексенко;
— Герой Советского Союза, генерал-майор П. А. Гнидо;
— Герой Советского Союза, генерал-майор Г. А. Шадрин;
— Полный кавалер ордена Славы, старшина Л. Бужак;
— Секретарь клуба «Золотая Звезда», подполковник Г. Каргопольцев.
Опубликовано письмо еженедельником «Ветеран» в № 18 за 1989 год и газетой «Правда Украины» в номере от 5 мая 1989 года.
В 2007 году вышла третья часть — «Перемещённое лицо», повествующая о послевоенной судьбе героев (по авторскому предисловию, приключений в первых двух книгах было достаточно, а тема жизни как раз осталась нераскрытой).

## Адаптации
В конце 1980-х годов Эльдар Рязанов желал снять фильм по роману. Английские продюсеры навязывали на заглавную роль М. Барышникова, но режиссёр отказался. На роль Чонкина Э. Рязановым был выбран Владимир Стеклов, а на роль Нюры — Наталья Гундарева, однако съёмки фильма так и не состоялись.
Про Ивана Чонкина были сняты 2 фильма:
- «Жизнь и необычайные приключения солдата Ивана Чонкина» / Život a neobyčejná dobrodružství vojáka Ivana Čonkina (1994, реж. Иржи Менцель)
- «Приключения солдата Ивана Чонкина» (2007, реж. Алексей Кирющенко)[10].

Кино- и театральными переложениями романа Войновича много лет занят Алексей Кирющенко. Студентом театрального училища он поставил этюд по только что опубликованному в журнале «Юность» роману, а затем выпустил дипломный спектакль в Театре на Таганке. Последние несколько лет его новый антрепризный спектакль «Чонкин» прокатывается в разных уголках страны. В ролях: Анатолий Гущин (Чонкин), Александра Проскурина (Нюра), Яна Романченко (Нюра), Валерий Гаркалин (Миляга), Алексей Кирющенко (Бригадир Талдыкин, Миляга), Илья Бледный (Плечевой, Лейтенант НКВД Филипидзе, Младший лейтенант Букашев).
- Спектакль «Солдат Чонкин» в Московском театре музыки и драмы Стаса Намина. Режиссёры: Андрей Россинский, Стас Намин. В ролях: Андрей Домнин (Чонкин), Вера Зудина (Нюра), Ефим Колитинов (Миляга) и др.
- «Самолёт Вани Чонкина» — инсценировка Юлия Кима, музыка Владимира Дашкевича[12].
- Режиссёр Александр Зыков (Заслуженный деятель искусств России) ставил пьесу Ю. Кима и В. Дашкевича под названием «Как солдат Иван Чонкин самолёт сторожил» неоднократно:
  - в 1996, будучи главным режиссёром Норильского Заполярного театра драмы имени Вл. Маяковского (спектакль получил «Золотого Остапа» в 1997 году на Пятом международном фестивале сатиры и юмора в Санкт-Петербурге[13].) В ролях: Сергей Ребрий (Чонкин), Лариса Ребрий (Нюра), Лаврентий Сорокин и др.[14]
  - став главным режиссёром театра «Красный факел» в Новосибирске (премьера — 19 января 2008)[15]. В ролях: Олег Майборода (Чонкин), Елена Жданова (Нюра) и др[16][17].
- «Золотую маску» 2008 в номинации «Лучший мюзикл» получил спектакль Хабаровского краевого музыкального театра «Самолёт Вани Чонкина»[18] (премьера — 3 марта 2007). Режиссёр: Владимир Оренов. В ролях: — Денис Желтоухов (Чонкин), Владлен Павленко (Кузьма Матвеевич Гладышев, «Золотая маска—2008», «Лучшая мужская роль в оперетте / мюзикле»)[19].